# Святая православная церковь Северной Америки
Свята́я правосла́вная це́рковь Се́верной Аме́рики (англ. Holy Orthodox Church in North America, сокращённо HOCNA, неофициально известна как Пантелеимони́ты, англ. Panteleimonites или Бо́стонский Сино́д) — православная старостильная церковная юрисдикция, приходы которой расположены преимущественно в США.

## История
Отправной точкой в истории данной юрисдикции стал Спасо-Преображенский монастырь в Бостоне, основанный в 1961 году монахом Пантелеимоном (Метропулосом) и принятый в 1965 году в РПЦЗ. Сам архимандрит Пантелеймон развил миссионерскую деятельность, собрал вокруг себя последователей и имел немалое влияние на секретаря Архиерейского Синода РПЦЗ епископа Григория (Граббе) и Первоиерарха РПЦЗ Филарета (Вознесенского). Непримиримые и крайне изоляционистские воззрения архимандрита Пантелеимона повлияли на позицию всей РПЦЗ.
Епископ Иероним (Шо) характеризовал архимандрита Пантелеимона и его сторонников так:

60-е годы минувшего столетия оказались очень трудными для Русской Зарубежной Церкви. В это время в неё был принят греко-американский монастырь под Бостоном во главе с его основателем иеромонахом Пантелеимоном (Метропулос). Этот священноинок через своих адептов, посвященных в его «строжайшие» взгляды или учение, начал подрывать как вековые традиции Русской Православной Церкви, так и авторитет наших иерархов. Эта группа всегда проявляла строгость к другим, но не к себе. Её сторонники уверяли, что Русская Православная Церковь допускает большую ошибку, благословляя смешанные браки, и что лучше жить супругам в грехе и довольствоваться гражданским браком, чем вступать в благословляемый Русской Православной Церковью смешанный брак, который, по их мнению, осквернял Таинство бракосочетания. Последователи «бостонского старца», внедряя свои взгляды, довольно успешно выжили из Русской Зарубежной Церкви 4 миссионерские епархии.
В 1986 году Первоиерархом РПЦЗ стал митрополит Виталий (Устинов), отстранивший епископа Григория (Граббе) со всех должностей. Также начались расследования деятельности его сына архимандрита Антония (Граббе), а в адрес настоятеля Спасо-Преображенского мужского монастыря в Бостоне архимандрита Пантелеимона (Метропулоса), а так же большинства братии обители, было выдвинуто громкое обвинение в содомии. Выяснилось, что еще в первой половине 1980-х годов на имя Первоиерарха РПЦЗ митрополита Филарета и в Архиерейский Синод РПЦЗ поступали неоднократные письменные жалобы бывших насельников обители иеромонаха Григория и схимонаха Афанасия, сообщавшие о неблаговидном поведении архимандрита Пантелеимона по отношению к ним. Однако расследование обстоятельств скандальных деяний наместника Бостонской обители всегда поручалось епископу Григорию (Граббе), который объяснял происходившее мстительностью и клеветой покинувших обитель иноков. Когда же началось расследование, появлялись новые свидетели и даже потерпевшие из числа бывших насельников, заявлявшие о тяжелой атмосфере противоестественного порока, царившего в монастыре. 29 мая 1986 года обвинители и обвиняемые были вызваны на заседание Архиерейского Синода. Архимандрит Пантелеимон категорически отрицал все выдвинутые против него обвинения и просил Синод об увольнении его на покой. Было принятие решения об отстранении архимандрита Пантелеймона, а подозревавшимся в содомском грехе иеромонаху Исааку и иеромонаху Ефрему было запрещено выступать в качестве кандидатов на должность настоятеля монастыря. Вопреки синодальному определению, братия Спасо-Преображенского монастыря избрала новым настоятелем иеромонаха Исаака.
25 ноября 1986 года вопрос незаконного избрания иеромонаха Исаака стал предметом рассмотрения на Архиерейском Синоде РПЦЗ, который запретил в священнослужении архимандрита Пантелеймона и иеромонаха Исаака были вплоть до окончательного решения вопроса Архиерейским Собором РПЦЗ. Не дожидаясь окончания процедуры судебного разбирательства, монастырь в спешном порядке покинул юрисдикцию РПЦЗ, о чём сообщалось в письме секретаря обители схимонаха Ефрема митрополиту Виталию от 8 декабря того же года. Братия монастыря заявляла о себе как о невинных жертвах злонамеренной клеветы, а свой конфликт с новым руководством РПЦЗ, а затем и уход из неё, архимандрит Пантелеимон и его сторонники обосновывали догматическими расхождениями с Синодом РПЦЗ, в том числе обвиняя последний в том, что он «необратимо уклонился в экуменизм», подразумевая под «экуменизмом», контакты с Сербским и Иерусалимским Патриархатами. Насельники Спасо-Преображенской обители избрали своей новой церковной юрисдикцией авксентъевский синод церкви Истинно-православных христиан Греции. За архимандритом Пантелеимоном последовали в общей сложности 25 священников и восемь диаконов. Кроме того, из юрисдикции РПЦЗ вышла «Французская Миссия» («Православная церковь Франции») во главе с архимандритом Амвросием (Фонтрие). В 1989 году иерархами «авксентьевского» синода церкви ИПХ Греции для Бостонской обители и американских приходов были рукоположены епископ Торонтский Макарий и епископ Бостонский Ефрем, образовавшие «Святую православную церковь Северной Америки» или «Бостонский синод», автономную структуру в составе авксентьевского синода.
В 1996 году после смерти «архиепископа Афинского» Авксентия (Пастраса), у американских иерархов возник конфликт с новым «архиепископом Афинским» Максимом (Валлианатосом), после чего американские епископы обратились к митрополиту Ларисскому Афанасию (Посталасу) с предложением возглавить Синод. Однако осенью 1996 года они уже самостоятельно рукоположили двух епископов и Афанасий прервал с ними общение. Американские епископы объявили свою церковь автокефальной и назвали её «Святая православная церковь Северной Америки». Вместе с тем они рассматривали себя как Синод Церкви ИПХ Греции, при том, что на территории самой Греции им подчинялся лишь один монастырь.
В 1997 году двое правящих епископов — Ефрем и Макарий были возведены в сан митрополитов. Вскоре епископ Лионский Фотий (Терещенко) сложил с себя пастырские обязанности, ушёл на покой, оставив епархию на управление викарного епископа Филарета (Мота), который, формально оставался членом Синода, но на заседания в Америку не ездил и признавал за американскими епископами лишь местное (для Америки) значение и проводил самостоятельную церковную политику. В июле 1999 года Филарет окончательно разрывает отношения с СПЦСА и присоединяется к Каллиникитскому синоду.
В 1997 году в «Бостонский Синод» перешла небольшая группа верующих в Грузии, состоящая из двух мужских и одного женского монастырей, а также одного мирского прихода в Тбилиси. Вскоре был создан приход в Кутаиси, который окормлял Давид Георгадзе. Однако затем значительное число верующих вернулось в лоно Грузинского патриархата.
В 1997—1998 годы в данной юрисдикции состоял скандально известный священник Олег Урюпин.
В 1998 году Митрополит Торонтский Макарий сохранял титул местоблюстителя Афинского престола.
В России в «Бостонский синод» перешло несколько небольших общин в Поволжье, Сибири, Москве и Кавказе, составлявших часть паствы покойного катакомбного священника Гурия (Павлова), рукоположенного авксентьевцами во епископа в 1991 году.
В 2002 году, после того, как Ефрем отказался рукоположить Иоанна (Шеклашвили) в сан епископа, тот вместе с ещё одним священником и несколькими десятками верующих вернулся в Грузинский патриархат. В итоге в Грузии у Бостонского Синода осталось два прихода со скитом.
В 2008 году между «Бостонским» и «Хризостомовским» Синодами начались переговоры об установлении евхаристического общения и объединении. В ходе переговоров Бостонский Синод отказался от местоблюстительства Афинского престола и передал тамошний монастырь в юрисдикцию своих хризостомовцев. 4 октября 2010 года Бостонский Синод в одностороннем порядке признал Синод Архиепископа Каллиника Церковью Греции.
9 апреля 2011 года митрополит Моисей (Махани) и епископ Сергий (Блэк) подают прошение о принятии в Синод Каллиника, и 20 апреля 2011 официально в него принимаются, при этом с Бостонским Синодом были в одностороннем порядке прекращены. 30 апреля того же к каллиниковцам уходят пять канадских приходов, фактически оставив Торонтскую митрополию без приходов.
В июле 2012 года монастырь и три прихода в России и на Украине перешли в юрисдикцию Украинской Автономной Истинно-Православной Церкви.
В сентябре 2012 года викарный епископ Димитрий (Кириаку), 13 монахов и двое послушников Спасо-Преображенского монастыря (то есть 16 из 36 насельников) обвинили руководство СПЦСА в попустительстве ереси имяславия, и 15 сентября 2012 года вместе с собором Святого Марка (Рослинской епархии) объявили об уходе из юрисдикции СПЦСА и подаче заявления о приёме в Синод Каллиника.
18 апреля 2013 года, после длительного раскола, было восстановлено евхаристическое общение с Синодом митрополита Макария, что было подтверждено 12 мая 2013 года сослужением митрополита Макария и епископов СПЦСА.
Александр Солдатов в 2013 году описал данную юрисдикцию как «достаточно консервативную истинно-православная юрисдикция, заявляющую о своем преемстве с РПЦЗ времен святого Митрополита Филарета (Вознесенского) и с „авксентьевской“ ветвью ИПЦ Греции. С другой стороны, это американская Церковь, богослужения в храмах которой совершаются преимущественно на английском языке и проповедь которой адресована, в первую очередь, носителям современной американской культуры». 2 октября 2016 года синодальным актом заявила о собственной автокефалии: «Святая Православная Церковь в Северной Америке на протяжении двух десятилетий обладала следующими правами: ее епископы регулярно собирались на заседаниях своего Синода;её иерархи избирали и поставляли своих собственных епископов; она входила в общение с другими православными Церквями; она сама избирала своего Первоиерарха. На протяжении всего этого времени она де факто функционировала как автокефальная Церковь, независимая и самоуправляемая, не имеющая нужды в обращениик какой-либо вышестоящей канонической власти. <…> Учитывая всё это и признавая, что канонической нормой церковной организации является автокефалия, — мы, Священный Синод Святой Православной Церкви в Северной Америке, настоящим решительно подтверждаем, что мы являемся в полной мере автокефальной Поместной Церковью».
27 декабря 2016 года на 82-м году жизни скончался архимандрит Пантелеимон (Митрополулос).
В 2017 году Григорий (Бабунашвили) так описал возглавляемую им юрисдикцию:

Духовным центром нашей Церкви является Свято-Преображенский мужской монастырь в Бостоне. Также у нас есть четыре женских монастыря: один из них находится в Бостоне, а три других — в Торонто, в Сиэтле и в Вирджинии.
Наш Синод окормляет 25 приходов и миссий в Соединенных Штатах, Канаде, а также в Мексике, Гватемале и Колумбии. С нами состоит в общении Православная Церковь в Грузии с тремя её приходами (в Тбилиси и Кутаиси), которая, вплоть до появления местного епископа, окормляется нашим Синодом. Мы также находимся в общении со Святой Православной Церковью в Восточной Африке, которая объединяет приходы в Кении, Уганде и Танзании, принятые нами из Александрийского патриархата более 15 лет тому назад, для которых в прошлом году наш Синод рукоположил правящего иерарха в лице Митрополита Павла Найробского. Вплоть до создания собственного самостоятельного Священного Синода местной Африканской Церкви, Найробская митрополия находится под нашим духовным руководством. Наконец, наша Церковь в Северной Америке состоит в полном евхаристическом общении с Церковью Истинно-Православных Христиан Греции под омофором Архиепископа Афинского Макария.

21 апреля 2019 года один из основателей СПЦСА, митрополит Торонский Макарий (Катрэ), объявил о выходе из неё вместе с возглавляемой им митрополией.
6 октября 2023 года подписал соглашение об установлении евхаристического единства с независимым епископом Иринеем (Клипенштейном).

## Епископат
- Григорий (Бабунашвили), митрополит Бостонский (с 13 августа 2015)
- Игнатий (Пономарчук), митрополит Сиэтлийский (с 13 декабря 2015)
- Хризостом (Ларреа)[вд], епископ Лэнхемский (с 31 января 2016)[19]
- Павел (Гатуру) епископ Найробский (Кения) (с 2 октября 2016)
- Спиридон (Самохвалов), епископ Санкт-Петербургский (с 28 февраля 2021)
- Иоанн (Затонский), викарный епископ Вудсайдский (с 1 октября 2023)
- Нектарий (Любега)[вд], митрополит Митьянский (с 1 февраля 2025)[20]

Бывшие епископы
- Фотий (Терещенко)[вд], епископ Лионский (1996—1997) на покое
- Ефрем (Спанос) (1939—2019), бывший митрополит Бостонский
- Моисей (Махани), епископ Розлиндальский (1996—2001), митрополит Сиэтлийский (2001—2007), митрополит Потрланда и Запада США (2007 — 20 апреля 2011) перешёл в Хризостомовский Синод
- Филарет (Мор), епископ Парижский (16 октября 1996 — июль 1999)
- Сергий (Блэк), епископ Лох-Ломондский, викарий Сиэтлийский/Портландский (7 августа 2004 — 20 апреля 2011) перешёл в Хризостомовский Синод
- Димитрий (Кириаку), епископ Карлайсльский, викарий Бостонский (4 сентября 2006 — 15 сентября 2012)
- Макарий (Катрэ), епископ, митрополит Торонтский (1996—21 апреля 2019), перешёл в Ламийский синод[16].
- Андрей (Хиррон), митрополит Торонтский (2019 — 6 июня 2021, умер) (ранее — епископ Маркхэмский 10 марта 2013—2019)